# Richard William Scott
Richard William Scott PC (* 24. Februar 1825 in Prescott, Oberkanada, heute Ontario; † 23. April 1913) war ein kanadischer Politiker der Liberalen Partei, der über 39  Jahre lang Mitglied des Senats sowie Minister im 2. kanadischen Kabinett von Premierminister Alexander Mackenzie und im 8. kanadischen Kabinett von Premierminister Wilfrid Laurier war. 

## Leben

### Bürgermeister, Bundesminister und Senator
Scott absolvierte nach dem Schulbesuch ein Studium der Rechtswissenschaften und war nach der anwaltlichen Zulassung als Rechtsanwalt tätig. Seine politische Laufbahn begann er in der Kommunalpolitik und er war als 27-Jähriger 1852 für einige Zeit Bürgermeister von Bytown. Nachdem er anschließend wieder annähernd 15 Jahre als Rechtsanwalt gearbeitet hatte, wurde er 1867 für die Ontario Liberal Party zum Mitglied der Legislativversammlung von Ontario gewählt, und vertrat dort bis 1874 den Wahlkreis Ottawa.
Er fungierte in dieser Zeit zwischen dem 7. und dem 20. Dezember 1871 als Sprecher der Legislativversammlung von Ontario und war damit Präsident des Parlaments dieser Provinz.
Am 7. November 1873 wurde Scott von Premierminister Alexander Mackenzie als Minister ohne Geschäftsbereich in das 2. kanadische Kabinett berufen und bekleidete diese Funktion bis zum 8. Januar 1874. Anschließend fungierte er zwischen dem 9. Januar 1874 und dem Ende von Mackenzies Amtszeit am 8. Oktober 1878 als Staatssekretär für Kanada und war in dieser Funktion zugleich Leiter der Regierungskanzlei.
Am 13. März 1874 wurde Scott auf Vorschlag von Premierminister Mackenzie auch zum Mitglied des Senats ernannt und vertrat dort für die Liberale Partei bis zu seinem Tod am 23. April 1913 die in Ontario liegende Senatsdivision Ottawa.

### Mehrheitsführer und Oppositionsführer im Senat
Neben seiner Funktion als Staatssekretär für Kanada war er zwischen 1874 und 1878 Leiter der Regierung im Senat und damit de facto Vorsitzender der Fraktion der Liberalen Partei im Oberhaus des kanadischen Parlaments, wobei er diese Position zwischen 1874 und 1876 zusammen mit Luc Letellier de Saint-Just bekleidete. Zugleich war er vom 7. Oktober bis zum 23. Oktober 1876 auch geschäftsführender Innenminister sowie Generalsuperintendent für Indianerangelegenheiten im 2. kanadischen Kabinett.
Nach dem Ende von Mackenzies Amtszeit blieb er Vorsitzender der Fraktion der Liberalen und war als solcher bis 1896 Oppositionsführer im Senat.
Premierminister Wilfrid Laurier berief ihn anschließend am 13. Juli 1896 in das 8. kanadische Kabinett, in dem er abermals die Funktion als Staatssekretär für Kanada sowie Leiter der Regierungskanzlei übernahm und diese bis zum 8. Oktober 1908 innehatte. Zugleich war er zwischen dem 17. Juli und dem 16. November 1896 erneut geschäftsführender Innenminister sowie Generalsuperintendent für Indianerangelegenheiten. Neben seiner Position als Staatssekretär für Kanada und Leiter der Regierungskanzlei war er zwischen 1902 und 1908 zugleich wieder Führer der Regierung im Senat.

## Würdigung
Die kanadische Regierung ehrte Scott für sein Wirken am 19. Mai 1938 dadurch, dass sie ihn zu einer „Person von nationaler historischer Bedeutung“ erklärte.

## Veröffentlichungen
- The choice of the capital: reminiscences revived of the fiftieth anniversary of the selection of Ottawa as the capital of Canada by Her Late Majesty, Ottawa 1907
- Recollections of Bytown: some incidents in the history of Ottawa, Ottawa 1908